# Fear in a Handful of Dust
Fear in a Handful of Dust è l'ottavo album in studio del musicista elettronico brasiliano Amon Tobin. È il primo album dell'artista a non essere pubblicato dalla casa discografica Ninja Tune, bensì dalla Nomark Records, etichetta fondata dallo stesso Tobin. È stato pubblicato il 26 aprile 2019.

## Accoglienza
Paul Simpson di AllMusic ha descritto l'album come "pezzi elettroacustici molto intricati che ricordano compositori come Morton Subotnick e György Ligeti piuttosto che gli ex compagni di etichetta di Tobin", ma ha concluso che "La paura in una manciata di polvere sembra una partenza per Tobin, ma se mentre rinuncia ai ritmi convenzionali o ai significati del genere, la sua musica rimane inequivocabilmente umana, e per quanto l'album possa sembrare difficile, è più facile da ascoltare di quanto ci si potrebbe aspettare." Daryl Keating di Exclaim! ha definito il disco "il lavoro più malinconico fino ad oggi" di Tobin e "la migliore definizione sonora per la bellezza imperfetta che abbiamo adesso", e ha detto: "C'è un sentimento molto sciolto e intenzionalmente imperfetto in questo disco... Fear in a Handful of Dust attraversa il bosco in tutto fuorché in linea retta." Chris Ingalls di PopMatters ha notato il mix di suoni di sintetizzatori e vecchi campioni, affermando che "mentre molta musica strumentale elettronica sembra destinata a simulare la perfezione scintillante, l'universo di Tobin è spezzato e stranamente umano". Ha continuato dicendo: "Tutte queste descrizioni della tecnologia fredda e delle interfacce robotiche possono implicare che c'è una mancanza di emozione in Fear in a Handful of Dust." Lontano da questo... Amon Tobin è un maestro nel creare un'esperienza musicale agghiacciante e profondamente sentita, e chiunque tenti di chiudere un occhio sulla musica elettronica dovrebbe avvicinarsi a questo meraviglioso album con una mente aperta, è tempo ben speso".

## Tracce
1. On a Hilltop Sat the Moon – 3:37
2. Vipers Follow You – 4:18
3. Freeformed – 3:10
4. Pale Forms Run By – 4:50
5. Heart of the Sun – 3:23
6. Velvet Owl – 7:48
7. Fooling Alright – 3:12
8. Milk Millionaire – 2:14
9. Three Different Hat Sizes – 3:56
10. Dark as Dogs – 4:20